# Yamauchi Fusajirō
Yamauchi Fusajirō  (山内 房治郎 (Sơn Nội Phòng Trị Lang) Yamauchi Fusajirō, 22 tháng 11 năm 1859 - 1 tháng 1 năm 1940) là một doanh nhân người Nhật Bản, ông đã thành lập một công ty mà ngày nay gọi là Nintendo. Yamauchi sống ở Kyoto, Nhật Bản và có vợ và một con gái, Yamauchi Tei (sau này kết hôn với chủ tịch tương lai của Nintendo và cũng là người kế nhiệm Yamauchi Fusajirō, Kaneda Sekiryo).

## Nintendo Koppai
Vào ngày 7 tháng 11 năm 1889, Yamauchi Fusajiro mở cửa hàng bán bài “Hanafuda”  (bài hoa) đầu tiên có tên là “Nintendo Koppai”, trong thời gian chính phủ Nhật Bản cấm người dân chơi bài, do họ lo ngại người dân sẽ đắm chìm vào cờ bạc, ngoại trừ bài lá của Yamauchi. Với thành công vang dội trong việc bán những tấm thẻ bài này, ông nhanh chóng bắt đầu mở rộng và mở một cửa hàng bán thẻ bài khác ở Osaka. Sau đó, ông tạo ra nhiều trò chơi bài hơn.

## Về hưu và qua đời
Fusajiro rời công ty vào năm 1929, giao lại con rể Kaneda Sekiryo (đã đổi tên thành Yamauchi Sekiryo) phụ trách công ty. Trong mười một năm tiếp theo, Fusajiro vẫn không kinh doanh cho đến khi ông bị đột quỵ và qua đời vào năm 1940. Cháu trai của Fusajiro, Yamauchi Hiroshi, tiếp quản Nintendo vào tháng 9 năm 1949 và điều hành công ty trong 53 năm, biến nó thành một công ty trò chơi điện tử và tập đoàn toàn cầu trị giá hàng tỷ đô la.